# Picumnus castelnau
Picumnus castelnau là một loài chim trong họ Picidae.